# Dwergbaardagame
De dwergbaardagame (Pogona henrylawsoni) is een hagedis uit de familie agamen (Agamidae).

## Naam en indeling
De wetenschappelijke naam van de hagedis werd voor het eerst voorgesteld door Richard Walter Wells en Cliff Ross Wellington in 1985. De soortaanduiding henrylawsoni is een eerbetoon aan de Australische schrijver Henry Lawson (1867 - 1922).
De agame is de kleinste van de zeven soorten uit het geslacht Pogona, en daardoor populair in de handel in exotische dieren waardoor er veel over de soort bekend is. Opmerkelijk is dat de agame al begin jaren tachtig in Europa werd ingevoerd voor de dierenhandel, maar pas in 1985 wetenschappelijk werd beschreven. De soort werd oorspronkelijk als Pogona henrylawsoni beschreven maar kreeg later Pogona breviceps (1994) en Pogona rankini (1999) als wetenschappelijke naam, in 2000 is dit teruggedraaid.

## Uiterlijke kenmerken
Deze soort is naast de 'gewone' baardagame de meest ingevoerde Pogona-soort, het belangrijkste verschil met de baardagame is het ontbreken van een duidelijke 'baard'; de stekels op de keel die worden opgezet bij de dreighouding. Wel zijn vergrote stekels aan de basis van de kop en op de schouders gelegen. De soorten Pogona minima en Pogona minor hebben overigens ook geen baard, maar worden net als deze soort baardagamen genoemd.
Zoals alle Pogona-soorten is de lichaamsbouw vrij gedrongen en de kop stomp, bij deze soort zelfs meer dan bij andere soorten. Net achter het oog loopt een oogstreep tot de nek met daaronder een evenwijdige streep van de mondhoek tot de nek, deze kunnen wat variëren.
De basiskleur is beigebruin tot zandkleurig met op de rug in het midden een donkerdere, variabele tekening met aan weerszijden daarvan donkerbruine dwarsstrepen. Het geheel lijkt op een bandering op de rug, die in het midden is onderbroken. De staart is gebandeerd en de buik wit tot witgeel, er komen wat lichtere variaties voor die meer naar licht bruingrijs neigen en ook wat donker gekleurde die wat sterker afstekende strepen en banderingen hebben en meer oranje van kleur zijn.
Over de hele zijkant van het lichaam zijn kleine, witte stekelachtige bultjes aanwezig. Ook op de bovenzijde zitten bultjes, deze zijn kleiner en donkerder en vallen minder op. De kopromplengte is ongeveer 13 centimeter exclusief de staart die langer is dan de kop en de romp samen. De mannetjes blijven in de regel wat kleiner dan vrouwtjes.

## Levenswijze

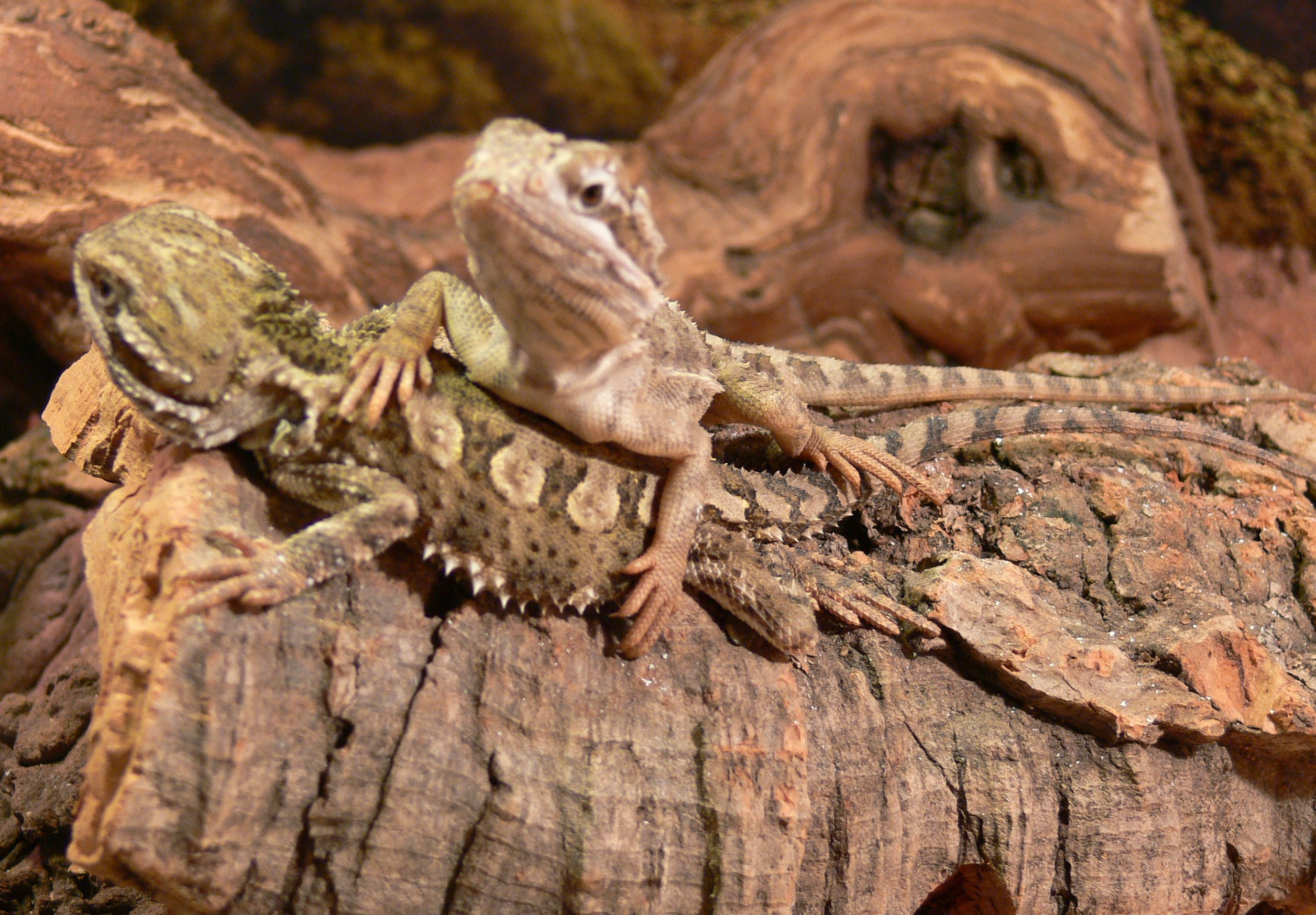
Juveniele exemplaren in gevangenschap.

Tijdens het paarseizoen kunnen er meerdere keren legsels worden afgezet. De agame is een bodembewoner en een slechte klimmer die onder een steen of in een scheur in de bodem schiet en zich vastzet bij gevaar, hier komen de bultjes en stekels van pas die zorgen voor een betere grip zodat de hagedis moeilijk los komt. Bij acute bedreiging spert de agame de van binnen knaloranje bek open in de hoop een schrik-effect te veroorzaken bij de belager.

## Verspreiding en habitat
De dwergbaardagame komt voor in delen van noordoostelijk Australië en leeft endemisch in het centrale en westelijke deel van de staat Queensland.
De habitat bestaat uit droge graslanden die op een kleiige bodem groeien. Hier groeien geen bomen, hooguit enkele struiken en grassen, voornamelijk soorten uit het geslacht Astrebla. Dwergbaardagamen houden een winterslaap waarbij ze zich enkele maanden terugtrekken en inactief zijn.

### Beschermingsstatus
Door de internationale natuurbeschermingsorganisatie IUCN is de beschermingsstatus 'veilig' toegewezen (Least Concern of LC).